# Toimi Pitkänen
Toimi Johannes Pitkänen, finski veslač, * 23. maj 1928, Kuhmalahti, † 17. september 2016.
Pitkänen je za Finsko nastopil na treh zaporednih Olimpijskih igrah; 1956, 1960 in 1964.
Leta 1956 je veslal v finskem četvercu s krmarjem, ki je osvojil bronasto medaljo ter v četvercu brez krmarja, ki pa je bil izločen v repesažu. 
Štiri leta kasneje je na OI veslal v dvojcu brez krmarja, ki je prav tako osvojil bronasto medaljo.
Na igrah leta 1964 je bil spet član dvojca brez krmarja, ki je končal na šestem mestu. 